# Rockin’ Robin
Rockin’ Robin ist der Titel eines Rock-’n’-Roll-Songs, der 1958 erstmals von Bobby Day aufgenommen und zweimal zum Millionenseller wurde.

## Entstehungsgeschichte

Bobby Day – Rock-in Robin

Bobby Day war Leadsänger der Band Hollywood Flames, die ihren Namen im Juli 1957 in Satellites änderte. Day komponierte nur wenige Lieder, doch Little Bitty Pretty One (Thurston Harris, Oktober 1957; Jackson Five, April 1972) und Over and Over (Dave Clark Five, November 1965) stellten sich als große Hits heraus. Rock-in Robin stammte jedoch nicht von Bobby Day, sondern von Jimmie Thomas alias Leon René, dem das kleine Class-Label gehörte, und war ein Hybrid aus Popmusik und Rhythm and Blues. Es handelt von einem Rotkehlchen, das in den Bäumen ein flottes Lied zwitschert. Zur instrumentalen Besetzung gehörten Barney Kessel / Renée Hall (Gitarre), Clifford Scott (Tenorsaxophon) und Leon „Googie“ Renée (Piano). Der Piccolo-Flötenteil mit den imitierten Vogelstimmen stammte von Plas Johnson. Er und der wirbelreiche Earl Palmer (Schlagzeug) waren neben Kessel der Kern der späteren The Wrecking Crew. Dazu kam noch das Maxwell Davis Orchestra, den Hintergrundgesang steuerten Davis Ford, Earl Nelson und Curtis Williams bei, die The Penguins für kurze Zeit verlassen hatten. Auffallend ist das synkopierte Händeklatschen.

## Veröffentlichung und Erfolg
Die Single Rock-in Robin / Over and Over kam im Mai 1958 (Class Records 229) auf den Markt und gelangte im August 1958 bis auf Rang 2 der US-Pop-Hitparade. Die starke B-Seite drang gleichzeitig bis auf Rang 41 vor. In der Rhythm-&-Blues-Hitparade belegte sie Rang 1 und gehörte damit zu den wichtigen Crossover-Hits des Jahres 1958. Der Song entwickelte sich zum Millionenseller, nachdem er in der Dick Clark Show am 25. Oktober 1958 präsentiert wurde. In den Jahrescharts der Billboard Hot 100 belegte er Platz 27.

## Coverversionen
Es gibt mindestens 27 Coverversionen. Bob Luman präsentierte als erster eine Live-Version während der Town Hall Party (28. Oktober 1958), Bibi Johns’ deutsche Version unter dem Titel Rocky Robby war mit einem Text von Kurt Feltz versehen (aufgenommen am 19. November 1958). Weitere Fassungen stammten von Cliff Richard & the Drifters (Dezember 1958), Dee Dee Sharp (LP Do The Bird; März 1963), The Hollies (Januar 1964), Michael Jackson (Januar 1972), Showaddywaddy (Mai 2002) oder Paul Anka (LP Rock Swings; Mai 2005). Dr. Teeth and the Electric Mayhem sangen den Song 1981 unter der Leitung von Janice in einer Folge der Muppet Show.

## Michael Jackson-Version
1972 coverte der damals 13 Jahre alte Michael Jackson Rockin’ Robin und verschaffte dem Titel neue Popularität. Von allen Coverversionen wurde Jacksons Fassung die erfolgreichste; sie belegte genau wie das Original Platz 2 der Billboard-Charts. in den Billboard Best Selling Soul Singles erreicht das Cover Platz 2. Wie das Original kam auch Jacksons Version in die Jahrescharts der Billboard Hot 100 und belegte Platz 41. Er verkaufte von seiner Version mehr als zwei Millionen Exemplare.

### Chartplatzierungen
| ChartsChartplatzierungen       | Höchstplatzierung | Wochen |
| ------------------------------ | ----------------- | ------ |
| Vereinigtes Königreich (OCC)   | 29 (1 Wo.)        | 1      |
| Vereinigte Staaten (Billboard) | 2 (21 Wo.)        | 21     |